# Nathan Wolf
Nathan Wolf (Rotterdam, 24 februari 1872 - Auschwitz, 28 september 1942), alias Nardus Henri Wolf, was journalist en kunstcriticus.
Hij leverde onder de initialen N.H.W. of als N.H. Wolf sinds 1895 bijdragen aan geïllustreerd weekblad De Wereldkroniek waarvan hij van 1898 tot 1901 redacteur en tot 1905 hoofdredacteur was. In 1906 richtte hij geïllustreerd weekblad Het Leven op. Daarvan bleef hij tot 1908 hoofdredacteur. In 1909 richtte hij geïllustreerd weekblad De Kunst op. Van 1909 tot 1941 was hij daar directeur/hoofdredacteur. Hij was lid van het Verbond van Nederlandse Journalisten.
Op 21 november 1901 huwde hij te Rotterdam de 28-jarige Nannette Selly Kaufmann. Zij hadden twee kinderen. Wolf en zijn vrouw kwamen op 28 september 1942 om in concentratiekamp Auschwitz.